# Vương Thúc Quý
Vương Thúc Quý (1862 – 1907), thường gọi là Cử Vương, là sĩ phu chống Pháp, từng tham gia phong trào Đông Du và Đông Kinh nghĩa thục.

## Thân thế
Vương Thúc Quý quê ở làng Kim Liên, nay thuộc xã Kim Liên, huyện Nam Đàn, tỉnh Nghệ An. Ông là con trai của tú tài Vương Thúc Mậu, một sĩ phu từng tham gia phong trào Cần vương.
Từ nhỏ, ông đã nổi tiếng học giỏi, có tài hoa, được xếp vào nhóm "Nam Đàn tứ hổ" gồm Vương Thúc Quý, Nguyễn Sinh Sắc (hoặc Nguyễn Đình Song), Trần Văn Lương, Phan Văn San. Người dân có câu:
| Uyên bác bất như San, Tài hoa bất như Quý, Cường ký bất như Lương, Thông minh bất như Sắc | Không ai hiểu biết rộng như Phan Văn San Không ai thông minh như Nguyễn Sinh Sắc Không ai tài hoa như Vương Thúc Quý Không ai nhớ giỏi như Trần Văn Lương |

Năm 1891, ông đỗ Cử nhân dưới triều vua Thành Thái. Sau khi thi đỗ, ông không thi Hội mà nghe theo lời vận động của Phan Văn San (từ năm 1907 đổi tên là Phan Bội Châu), gia nhập đội "Sĩ tử Cần vương" chống Pháp.
Năm 1901, Phan Văn San, Vương Thúc Quý, Trần Hải , Trần Văn Lương  tập hợp khoảng 20 người, mật mưu chiếm thành Nghệ An. Nhưng do bị mật báo, kế hoạch bại lộ. Nhờ Tổng đốc Đào Tấn che chở mà cả ba người thoát tội( Vương Thúc Quý, Trần Hải , Trần Văn Lương) Riêng Phan Văn San tức Phan Bội Châu bị xử án nên phải vượt biển đi Nhật Bản thành lập phong trào Đông Du sau này. Về quê, ông mở trường dạy học. Trong số các học trò của ông có hai anh em Nguyễn Sinh Khiêm và  Nguyên Sinh Cung là hai con trai của đồng hương Phó bảng  Nguyễn Sinh Sắc,học trò Nguyễn Sinh Cung người sau này là Chủ tịch nước Việt Nam Hồ Chí Minh.
Năm 1904, Phan Văn San thành lập Hội Duy Tân, Vương Thúc Quý tham gia phát triển lực lượng của hội ở quê nhà, vận động tài chính và tổ chức cho con em trong tỉnh sang Nhật du học.
Năm 1907, ông hưởng ứng phong trào Đông Kinh nghĩa thục, xây dựng phân hiệu Nghĩa thục ở làng Sen và gom góp Tân thư để làm thư viện.
Năm 1907, trên đường chuẩn bị sang Nhật, ông bị ốm nặng phải về quê chữa trị.
Ngày 19 tháng 7 năm 1907, Vương Thúc Quý qua đời, để lại nỗi hận chưa thể báo thù cha.

## Gia đình
Ông có con trai là Vương Thúc Oánh, cưới con gái Phan Bội Châu. Ông Oánh là một trong những thành viên sáng lập Hội Việt Nam Cách mạng Thanh niên và là Đảng viên lão thành của Đảng Cộng sản Việt Nam.
Ông còn có cháu gọi cụ là Vương Đại Tôn - đang sinh sống và làm việc tại TP. Hồ Chí Minh.

## Tưởng niệm
Tên của ông được đặt cho một con đường ở thành phố Vinh, tỉnh Nghệ An.
Căn nhà của ông được được xếp hạng là di tích lịch sử văn hoá cấp quốc gia năm 1990.